# Johann Gottlieb Gleditsch
Johann Gottlieb Gleditsch (  Leipzig , 5 de fevereiro de 1714 – Berlim, 5 de outubro de 1786 ) foi um botânico alemão.

## Publicações
- Systematische Einleitung in der neuere Forstwissenschaft (1774-1775), *Vermischte physikalisch-botanisch-ökonomische Abhandlungen (1765-1766), *Methodus fungorum (1753),
- Systema plantarum a stamimum situ (1764).